# Vizcondado de Orbe
El vizcondado de Orbe es un título nobiliario español creado el 27 de febrero de 1876 por el pretendiente al trono Carlos María de Borbón y Austria-Este —conocido como Carlos VII— y concedido a José María de Orbe y Gaytán de Ayala, teniente coronel y ayudante del rey.
Fue reconocido como título del reino el 22 de enero de 1993 en favor de Carlos Borromeo de Orbe y Piniés, quien, de ese modo, se convirtió en el segundo vizconde de Orbe.

## Vizcondes de Orbe
|                                     | Titular                              | Periodo                             |
| Creación por Carlos María de Borbón | Creación por Carlos María de Borbón  | Creación por Carlos María de Borbón |
| ----------------------------------- | ------------------------------------ | ----------------------------------- |
| I                                   | José María de Orbe y Gaytán de Ayala | 1876-¿?                             |
| Reconocido por Juan Carlos I        |                                      |                                     |
| II                                  | Carlos Borromeo de Orbe y Piniés     | 1993-¿?                             |
| III                                 | Carlos de Orbe y Enríquez de Navarra | 2006-hoy                            |

## Historia de los vizcondes de Orbe
- José María de Orbe y Gaytán de Ayala (1848-1933), I vizconde de Orbe, V marqués de Valdespina.

Casó con María de los Dolores Vives de Cañamás y Fernández de Villamil.
En 1993, al ser reconocido como título del reino, el vizcondado recayó en un nieto del primer titular, hijo de Ignacio de Orbe y Vives de Cañamás, XXIII conde de Almenara y XII conde de Faura, y María Teresa de Piniés y Roca de Togores, baronesa de la Linde:
- Carlos Borromeo de Orbe y Piniés (n. 1929), II vizconde de Orbe. El 20 de diciembre de 2006, tras orden del 26 de septiembre del mismo año para que se expida la correspondiente carta de sucesión (BOE del 5 de octubre),[3] le sucedió:[2]

- Carlos de Orbe y Enríquez de Navarra, III vizconde de Orbe.